# Ługowoj
Ługowoj – osiedle typu miejskiego w Rosji, w Chanty-Mansyjskim Okręgu Autonomicznym - Jugry. W 2010 roku liczyło 1756 mieszkańców.